# Quận Conejos, Colorado
Quận Conejos là một trong số 64 quận của tiểu bang Colorado ở Hoa Kỳ. Dân số của quận đạt mức 8400 người theo cuộc điều tra dân số Hoa Kỳ năm 2000 2. Quận lỵ là thị trấn chưa hợp nhất Conejos.

## Lịch sử
Những người châu Âu đầu tiên đến khu vực này là Don Diego de Vargas vào năm 1694. Năm 1708, Juan de Uribarri đã đến đây để tìm kiếm những người nô lệ của Anh-điêng.
Quận Conejos là một trong 17 quận ban đầu được tạo ra bởi Đại hội đồng của Lãnh thổ Colorado ngày 1861/11/01, mặc dù nó đã được đặt tên là quận Guadalupe và đổi tên thành quận Conejos một tuần sau, vào ngày 7 tháng 11. Tên của nó đến từ một từ tiếng Tây Ban Nha "Conejo", có nghĩa là thỏ, vì khu vực quận này có nhiều thỏ. Quận lỵ đã được chuyển từ thị trấn Guadalupe đến Conejos. Các ranh giới ban đầu của quận bao gồm một phần lớn phía tây nam Colorado.
Năm 1874, hầu hết các phần phía tây và phía bắc của quận hạt bị tách ra để hình thành các quận Hinsdale, La Plata và Rio Grande, và Conejos, và đạt được ranh giới như hiện nay vào năm 1885 khi nửa phía tây của nó đã được tách ra để tạo lập quận Archuleta.

## Địa lý
Theo Cục Điều tra Dân số Hoa Kỳ, quận có tổng diện tích là 1.291 dặm vuông (3,343.7  km²), trong đó 1.287 dặm vuông (3,333.3  km²) là đất và 4 dặm vuông (10,4  km²) (0,28%) là diện tích mặt nước.
Quận Conejos là trong một Thung lũng rộng núi cao ở Nam Trung Colorado. Nó có diện tích khoảng 825.446 mẫu Anh (3.340  km²). Khoảng một nửa diện tích là cao bằng độ cao của thung lũng, nơi có độ cao trung bình là khoảng 7.700 feet (2.350 m). Nửa phía tây của dãy quận có độ dốc tăng lên đến độ cao 4000 mét.
Quận Conejos nằm với rừng Quốc gia về phía tây và sông Rio Grande ở phía đông, dọc theo biên giới phía nam của Colorado với bang New Mexico. Chỉ có khoảng 34 phần trăm của quận Conejos là đất tư nhân và 66% còn lại là Rừng Quốc gia, Cục Quản lý Đất đai hoặc các vùng đất thuộc sở hữu của tiểu bang.

## Các quận lân cận
- Quận Rio Grande - Bắc
- Quận Alamosa - Đông Bắc
- Quận Costilla - Đông
- Quận Taos - Nam Đông
- Quận Rio Arriba - Nam
- Quận Archuleta - Tây

Quận Costilla là quận đông dân thứ chín trong số 64 quận tại tiểu bang Colorado của Hoa Kỳ. Dân số của quận đạt mức 3663 theo cuộc điều tra dân số Hoa Kỳ năm 2000 2. [Quận lỵ là San Luis, thị trấn lâu đời nhất ở Colorado.

## Lịch sử
Quận Costilla là khu vực đầu tiên của tiểu bang Colorado có người châu Âu định cư. Quận Costilla là một trong 17 quận ban đầu được thành lập bởi Lãnh thổ Colorado vào ngày 01 tháng 11 năm 1861. Quận này được đặt tên theo sông Costilla. Mặc dù San Miguel đã được chọn làm quận lỵ, chính quyền quận đã được chuyển đến San Luis năm 1863.
Ranh giới của quận ban đầu đã mở rộng hơn nhiều của nam trung bộ Colorado. Phần lớn phần phía Bắc đã trở thành một phần của quận Saguache vào năm 1866, và các phần phía tây đã được chuyển vào các quận Hinsdale và Rio Grande năm 1874. Quận Costilla đã có ranh giới hiện nay vào năm 1913 khi quận Alamosa đã được tạo lập từ phần phía tây bắc của nó.

## Địa lý
Theo Cục Điều tra Dân số Hoa Kỳ, quận có tổng diện tích là 1.230 dặm vuông (3,185.7  km²), trong đó 1.227 dặm vuông (3,177.9  km²) là đất và 3 dặm vuông (7,8  km²) (0,27%) là nước.

## Các quận lân cận
- Quận Rio Grande - phía bắc
- Quận Alamosa - phía đông bắc
- Quận Costilla - đông
- Quận Taos - đông nam
- Quận Rio Arriba - phía nam
- Quận Archuleta - phía tây

## Nhân khẩu
Theo điều tra dân số 2 năm 2000, quận này có dân số 3.663 người, 1.503 hộ gia đình, và 1.029 gia đình sống trong quận hạt. Mật độ dân số là 3 người trên một dặm vuông (1/km ²). Có 2.202 đơn vị nhà ở với mật độ trung bình 2 trên một dặm vuông (1/km ²). Về thành phần chủng tộc của dân cư sinh sống ở quận, có 60,91% người da trắng, 0,79% da đen hay Mỹ gốc Phi, 2,48% người Mỹ bản xứ, 1,01% châu Á, Thái Bình Dương 0,14%, 29,46% các chủng tộc khác, và 5,21% từ hai hoặc nhiều chủng tộc. 67,59% dân số là người Hispanic hay Latino thuộc một chủng tộc nào.
Có 1.503 hộ, trong đó 28,50% có trẻ em dưới 18 tuổi sống chung với họ, 52,60% là đôi vợ chồng sống với nhau, 11,30% có nữ hộ và không có chồng, và 31,50% là các gia đình không. 28,10% hộ gia đình đã được tạo ra từ các cá nhân và 11,60% có người sống một mình 65 tuổi hoặc lớn tuổi hơn là người. Cỡ hộ trung bình là 2,44 và cỡ gia đình trung bình là 2,98.
Trong dân số quận đã được trải ra với 25,00% dưới độ tuổi 18, 6,60% 18-24, 23,30% 25-44, 28,30% từ 45 đến 64, và 16,80% từ 65 tuổi trở lên người. Độ tuổi trung bình là 42 năm. Đối với mỗi 100 nữ có 99,80 nam giới. Đối với mỗi 100 nữ 18 tuổi trở lên, đã có 96,20 nam giới.
Thu nhập trung bình cho một hộ gia đình trong quận này đạt mức USD 19.531, và thu nhập trung bình cho một gia đình là USD 25.509. Phái nam có thu nhập trung bình USD 22.390 so với 16.121 USD đối với nữ giới. Thu nhập bình quân đầu người của quận là 10.748 USD. Có 21,30% gia đình và 26,80% dân số sống dưới mức nghèo khổ, bao gồm 32,40% những người dưới 18 tuổi và 23,30% của những người 65 tuổi hoặc hơn. 